# Cerro de la Corona
Cerro de la Corona är en ort i Mexiko.   Den ligger i kommunen Jiutepec och delstaten Morelos, i den sydöstra delen av landet, 60 km söder om huvudstaden Mexico City. Cerro de la Corona ligger 1 608 meter över havet och antalet invånare är 191.
Terrängen runt Cerro de la Corona är huvudsakligen kuperad, men västerut är den platt. Cerro de la Corona ligger uppe på en höjd. Runt Cerro de la Corona är det mycket tätbefolkat, med 1 361 invånare per kvadratkilometer. Närmaste större samhälle är Cuernavaca, 11,5 km väster om Cerro de la Corona. Omgivningarna runt Cerro de la Corona är en mosaik av jordbruksmark och naturlig växtlighet.